# Extremtraumatisierung
Der Begriff Extremtraumatisierung ist eine Spezifizierung des Traumabegriffs in der Psychologie und anderen wissenschaftlichen Disziplinen. Er fasst verschiedene extreme Erfahrungen katastrophalen bzw. lebensbedrohlichen Ausmaßes zusammen, die von den Betroffenen in der Regel nicht ohne Weiteres bewältigt werden können. Neben möglichen körperlichen Beschädigungen erfährt das seelische Gleichgewicht eine heftige Erschütterung ungeahnter Intensität. Kommt es nach einem Extremerlebnis zu einer psychopathologischen Reaktion, wird sie üblicherweise dem Syndrom einer posttraumatischen Belastungsstörung (PTBS) oder einer komplexen posttraumatischen Belastungsstörung (K-PTBS) zugeordnet. Die Erlebnisqualitäten einer erlittenen Extremtraumatisierung können auf dem Wege einer transgenerationalen Weitergabe direkt oder indirekt und mit verschiedenen Auswirkungen auf Angehörige der nachfolgenden Generationen übertragen werden. Mit den sozialen Folgen von Katastrophen befasst sich die Katastrophensoziologie, auch Massenpsychologie als Teilgebiet der Sozialpsychologie und Risikoforschung sind in das Thema involviert.

## Der Begriff
Der in den Sozialwissenschaften, in Psychiatrie und Umgangssprache etablierte Begriff geht auf Bruno Bettelheim und sein 1976 erstveröffentlichtes Buch Surviving and Other Essays zurück. Es erschien 1980 in deutscher Übersetzung unter dem Titel Erziehung zum Überleben und trägt den Untertitel Zur Psychologie der Extremsituation.
Der Dorsch, ein Lexikon psychologischer Fachbegriffe, kennt weder den Begriff der Extremtraumatisierung noch jenen der Extremsituation und nahm stattdessen das Wort vom Extremerlebnis in seinen Stichwortschatz auf. Das könne durch ein „Extremereignis“ eintreten und infolge zu einer krankheitswertigen Störung von Erleben und/oder Verhalten führen. Es könne „die Illusion von Kontrolle zerstören“ und in psychische „Abläufe destruktiv eingreifen“. Dadurch sei es möglich, dass sich psychische Strukturen dauerhaft negativ verändern. Einer akuten Belastungsreaktion könne eine posttraumatische Belastungsstörung (PTBS) folgen.
Der Begriff Extremtraumatisierung ist unspezifisch und bezieht sich auf sehr viele verschiedene und nicht miteinander vergleichbare Ereignisse. Er unterliegt nicht in gleicher Weise einer Profanierung, wie u. a. Gerd Rudolf das für den Traumabegriff in seiner Schrift Opferüberzeugungen oder Michael Linden in seiner Publikation Die Traumaschwemme beklagte. Allerdings habe sich der Begriff in der Psychotraumatologie eingebürgert, obwohl er umstritten und die Abgrenzung zur Traumatisierung schwierig sei. Unstrittig werden darunter unter vielem anderen Extremerfahrungen wie die Haft in Konzentrationslagern, organisierte Gewalt wie Folter und sog. Weiße Folter, aber auch Krieg und Bürgerkrieg, Geiselnahmen, schwere Naturkatastrophen und von Menschen verursachte Katastrophen verstanden.
Bei dem Konzept der Extremtraumatisierung handele es sich um „eine notwendige Erweiterung des PTSD-Modells“, so Ingrid Ingeborg Koop – Notfallpsychologin und Vorstandsmitglied der Stiftung Refugio. Einschränkend auf Flüchtlinge und Folterüberlebende schlägt sie als Definition vor:

„Extremtraumatisierung ist ein Prozeß von zeitlicher Dauer, Intensität und der Interaktion zwischen sozialen und psychologischen Strukturen. Es ist ein individueller und kollektiver Prozeß in Bezug auf und in Abhängigkeit von einem gegebenen sozialen Kontext.“

Insofern sei Extremtraumatisierung in diesen Fällen „immer beides: individuelle Zerstörung und soziopolitischer Prozeß“.
David Becker, der sich als Experte der Psychotraumatologie nahezu ausschließlich mit Extremtraumatisierungen befasste – zunächst während der Militärdiktatur in Chile und nach seiner Rückkehr nach Deutschland mit der Ausbildung von Traumatherapeuten speziell für Extremtraumatisierte – steht dem Traumabegriff ambivalent gegenüber:

„In den letzten 25 Jahren hat ein Begriff Karriere gemacht, der das Leid der Opfer von Verfolgung, Unterdrückung und Zerstörung in den verschiedensten Gegenden der Welt und in den unterschiedlichsten politischen Situationen zu umreißen scheint. Kindersoldaten in Sierra Leone, Tsunami-Opfer in Thailand, Überlebende der Zerstörung der Twin-Towers in New York, die Opfer der Aggression in Tschetschenien und viele, viele mehr (die Aufzählung ließe sich beliebig verlängern), sind allesamt durch die Tatsache geeint, dass man sie als traumatisiert bezeichnet.“

Auch kritisiert er die übliche Art der Begutachtung von Folteropfern, die aus seiner Sicht „zerstörerische Folgen“ hätte. Diese beschreibt er im zweiten Teil seines Buches, in dem er überdies eine in seinem Verständnis „fatale Psychologisierung der Flüchtlingsproblematik in Deutschland“ beklagt. Brandon Hamber vom südafrikanischen Centre for the Study of Violence and Reconciliation argumentierte auf einer Tagung von medico international im Juni 2000: „Wenn man das Ganze allein vom psychologischem Standpunkt aus betrachtet, ist es unmöglich, all den verschiedenen Formen von Schmerz und von Verlustgefühlen, die die Überlebenden der Gewalt empfinden, gerecht zu werden“.

## Extremtraumatisierende Ereignisse
NIPE – ein österreichisches Netzwerk für interkulturelle Psychotherapie nach Extremtraumatisierung – kennzeichnet extremtraumatische Situationen durch
- Unabwendbarkeit
- Ungewisse Dauer, ständige Lebensbedrohung
- Unvorhersagbarkeit, Unkontrollierbarkeit und
- Vollkommene Hilflosigkeit.

„Diese Faktoren“, so NIPE, „prägen Ausmaß, Symptomatik und Verarbeitungsformen der Traumatisierung“.
Mit interkulturellen Aspekten von Psychotherapie befassen sich überdies auch Vertreter der transkulturellen Psychiatrie und der Ethnopsychoanalyse.
Jenseits von Naturkatastrophen werden unter den Begriff der Extremtraumatisierung sehr verschiedene Ereignisse subsumiert, zu denen so Unterschiedliches gehört wie Menschenrechtsverletzungen – wie sie etwa vom Hochkommissar für Menschenrechte und von Menschenrechtsorganisationen wie Amnesty International oder Human Rights Watch angeprangert werden –, aber neben Staatsterrorismus auch zivile Terrorakte, organisierte Gewalt und menschengemachte Katastrophen.
Im Jahr 1997 stellte das National Institute of Mental Health eine international besetzte Expertengruppe zusammen, die mit der Aufgabe betraut wurde, die Folgen von Gewalt und Traumata auf die psychische Gesundheit zu beschreiben, den Stand wissenschaftlicher Erkenntnis zu diesem Thema zusammenzutragen und Forschungsempfehlungen auszusprechen. Aus dem vorgelegten Bericht entstand unter dem Titel The Mental Health Consequences of Torture ein Buch, das von den Auftraggebern zugleich jenen gewidmet wurde, die die Schrecken der Folter überlebten als auch jenen, die mitwirken, sie zu beenden. Unter anderem ist je ein Kapitel Flüchtlingen und Asylsuchenden gewidmet, aber auch den Veteranen von bewaffneten Konflikten und ehemaligen Kriegsgefangenen, den Überlebenden von Kriegen und dem Holocaust, Opfern von Massengewalt und zivilem Terror ebenso wie anderen Opfern, die Gewalt und Traumata ausgesetzt waren, Folter und Menschenrechtsverletzungen erleiden mussten oder Opfer von Verbrechen gegen die Menschlichkeit waren. Der Sammelband gibt wesentlichen Aspekten extremtraumatisierender Ereignisse Raum und sei gleichermaßen wichtig für Kliniker, Forscher und Politiker.

## Folgen
Die möglichen Folgen einer Extremtraumatisierung sind – auch in Abhängigkeit vom konkreten Geschehen – vielfältig. Persönliche Beschwerden, die sich anschließen und in der Regel Krankheitswert erreichen, werden in körperliche, emotionale und kognitive Symptome unterschieden, wie unter vielen anderen Aida Alayarian aus ihren psychoanalytischen Behandlungen von Flüchtlingen mitteilt. Bei Katastrophenopfern stellen sich die Folgen zum Teil ähnlich dar, hinzu kommen weitere Aspekte. Psychische Folgen von Katastrophen werden meist gesondert und neben möglichen körperlichen Verletzungen oder finanziellen, materiellen und sozialen Schäden betrachtet. Speziell zum Katastrophenmanagement legte die Weltgesundheitsorganisation (WHO) einen zusammenfassenden Bericht über die psychosozialen Konsequenzen von Katastrophen vor. Man kam u. a. zu dem Schluss, weitere Forschung sei nötig, vorliegende Forschungsergebnisse seien im Hinblick auf interkulturelle Anwendungsmöglichkeiten zu evaluieren, bei den Folgen dürften Komorbiditäten nicht außer Acht bleiben und vulnerablen Opfergruppen wie Kindern, älteren Menschen und physisch Kranken müsse besondere Beachtung zuteilwerden. Unter den Folgen von Geiselnahmen finden sich mitunter solche, die unter dem wissenschaftlich nicht fundierten Begriff des Stockholm-Syndroms zusammengefasst werden.

### Symptome und Krankheitsbild
Die pathologische Reaktion werde „typischerweise“ unter der Diagnose der posttraumatischen Belastungsstörung (PTBS, F 43.1, ICD-10) klassifiziert, so die an der Universität Ulm im Jahr 2010 promovierte Psychologin Nicole Leißner. Das Klassifizierungssystem ICD ordnet dieser Störung als einer verzögerten Reaktion auf ein Ereignis „mit außergewöhnlicher Bedrohung oder katastrophenartigem Ausmaß“ typische Symptome wie u. a. Flashback genannte, sich aufdrängende Erinnerungen zu, darüber hinaus Albträume, emotionale „Stumpfheit“, Gleichgültigkeit und Teilnahmslosigkeit, Vermeidungsverhalten und den Verlust der Empfindung von Freude. „Meist“ fänden sich vegetative Übererregung mit Vigilanzsteigerung, erhöhter Schreckhaftigkeit und Schlafstörungen neben Angst und Depression, nicht selten verknüpft mit Suizidgedanken.
Für extremtraumatisierte Asylbewerber ergänzt Leißner Schmerzen, ein „breites Spektrum körperlicher Stressreaktionen“, dissoziative Symptome (siehe auch: Dissoziative Identitätsstörung), Überaktivität und Rückzug, Desorientiertheit und Verzweiflung. Zahlreiche Komorbiditäten, die „eher die Regel als die Ausnahme“ sind, seien diagnostizierbar, weshalb Leißner die „Angemessenheit des Konzeptes der Posttraumatischen Belastungsstörung“ als zu kurz gegriffen in Frage stellt. Die Beschwerden Extremtraumatisierter gingen über die Kriterien dieser Störung hinaus und seien beispielsweise „muskoskelletaler Art“. Überdies fänden sich Anpassungs-, Ess- und Somatisierungsstörungen. Die genannten Symptome werden für die untersuchte Stichprobe quantifiziert, also in der gefundenen Häufigkeit ihres Auftretens benannt.
In ihrem World Mental Health Report trägt die WHO Daten aus elf Studien zu posttraumatischen Belastungsstörungen bei Menschen zusammen, die verschiedene katastrophale Ereignisse erlebt haben. Aida Alayarian berichtet darüber und widmet sich insbesondere dem Symptom der Dissoziation, das bei diesen Patienten nicht immer als pathologische Reaktion anzusehen sei, sondern oft als eine gesunde Reaktion auf krankmachendes Geschehen. In diesem Sinne könne diese innerseelische Antwort als angemessene Abwehr gegen Fragmentierung verstanden werden. Alayarian hält Dissoziation für das wichtigste Konzept in der Arbeit mit traumatisierten Menschen. Gesunde Dissoziation sei mit Resilienz verbunden, ungesunde verweise auf eine erhöhte Vulnerabilität. Ihre Überzeugungen untermauert sie mit mehreren Fallbeispielen.
Für die Gruppe der Holocaustüberlebenden trugen die Wissenschaftlichen Dienste des Deutschen Bundestages weitere Symptome zusammen. Gottfried Fischer, der als Begründer der Psychotraumatologie gilt, war der Überzeugung, dass nach Extremtraumatisierung „nahezu alle Traumaopfer Belastungssymptome entwickeln“.
Nachdem die schwerwiegenden Folgen extremer Traumata, die Bundeswehrsoldaten bei ihren Auslandseinsätzen erleiden, nicht mehr zu übersehen waren, richtete die Bundeswehr unter der Schirmherrschaft von Reinhold Robbe eine Anlaufstelle für Betroffene ein, der sie den Namen Angriff auf die Seele gab. Dort werden neben der posttraumatischen Belastungsstörung weitere neun krankheitswertige Phänomene explizit als „Einsatzfolgestörungen“ benannt:
- Abhängigkeitserkrankungen
- Angststörungen
- Anpassungsstörung
- Depression
- Dissoziative Störungen
- Essstörungen
- Moralische Verletzungen
- Schlafstörungen
- Somatoforme Störungen

Speziell in der Gruppe der in der DDR politisch Verfolgten, von denen eine bisher nicht genannte Zahl der Folter unterzogen wurde (siehe: Folter DDR), sehen Erdmuthe Fikentscher – ehemals Klinikdirektorin für Psychosomatik und Psychotherapie an der Universität Halle – und die ärztliche Psychotherapeutin Ricarda Lukas ebenfalls Fälle von Extremtraumatisierungen. Sie erinnern an die „Entrechtung und mangelnde […] Chance zur Selbstverteidigung“, die „Entwertung der Person und ihrer Leistungen“, an „Ausgrenzung aus der gesellschaftlichen Rangordnung“ und die quälende „Ungewißheit des Endes der Verfolgung“. An Symptomen benennen sie u. a. „leichte Erschöpfbarkeit, Konzentrations- und Gedächtnisstörungen“, Entfremdungsgefühle und Kontaktstörungen und erwähnen „chronifizierte psychosomatische Störungen, vor allem im Magen-, Darm- und Herzbereich“ sowie Kopf- und Rückenschmerzen.
Sepp Graessner vom damals sogenannten Berliner Behandlungszentrum für Folteropfer schrieb 1992 im Ärzteblatt über „eine komplexe Symptomatik“ und erwähnte für Einzelfälle „eine erhebliche Diskrepanz zwischen objektiven Befunden und subjektiven Beschwerden“.

### Begutachtung und Behandlung
Die Traumadebatte befinde sich laut Becker in einer „Sackgasse“. Traumaforschung dürfe „nicht weiter als Krankheitslehre entwickelt“ werden. „Kontextuelle Unterschiede und kulturspezifische Eigenheiten“ dürften „nicht länger übertüncht“ werden, weil „sozialpolitisch verursachte Traumatisierungen immer Teil des politischen Prozesses“ blieben und nur auf diesem Hintergrund verstanden werden könnten. Die psychologische Begutachtung von Flüchtlingen sei „weder ein wissenschaftliches noch ein therapeutisches Problem“, jedoch „im Wesentlichen ein Politikum, das als solches zu analysieren“ sei „und dessen zerstörerische Folgen erkannt werden“ müssten.
Thomas Gebauer, von 1996 bis 2018 Geschäftsführer von medico international – einer Organisation, die psychosoziale Arbeit etwa im Sinne psychosozialer Beratung und Notfallversorgung in Entwicklungsländern unterstützt – organisierte im Juni 2000 in Mainz unter dem Titel Psychosoziale Arbeit nach Krieg und Diktatur eine Tagung, um den, wie er sagte, „hilflosen Versuche[n]“, Menschen nach katastrophalen Ereignissen helfen zu wollen, professionelle Erkenntnis entgegenzusetzen. Petra Bühring berichtete darüber im Ärzteblatt. Es sei wichtig, „psychotherapeutische Hilfe in den jeweiligen politischen und kulturellen Kontext einzubetten“.

„Doch es mache wenig Sinn, betonte Gebauer, Menschen nach Kriegserlebnissen, Folter oder Naturkatastrophen mit Kurzzeitprogrammen – zum Beispiel strukturierten Debriefing-Gesprächen – helfen zu wollen, die auf der Theorie der Posttraumatischen Belastungsstörung (PTSD: post traumatic stress disorder) beruhen.“

Dadurch werde laut Becker der „politische Kontext“ verleugnet und „das Leiden der Opfer und auch das Handeln der Täter […] privatisiert.“ Vertreter vom Frankfurter Arbeitskreis Trauma und Exil (FATRA), die in ihrer Arbeit einen „permanenten Zweifel der Behörden“ feststellen und im Fall von Abschiebedrohung bei den Behandlungen der Flüchtlinge gegen das Risiko einer Retraumatisierung oder eines Suizids ankämpfen müssen, betonen, dass Psychotherapie in diesen Fällen nur funktionieren könne, „wenn man keine neutrale Haltung den gesellschaftlichen Verhältnissen gegenüber“ einnehme, die traumatisierend wirken.
Gleichwohl gibt die Deutschsprachige Gesellschaft für Psychotraumatologie (DeGPT) in ihrer S3-Leitlinie für die posttraumatische Belastungsstörung ihre Empfehlungen unabhängig von möglicherweise gegebenen politischen Kontexten ab. Neben spezifischer Diagnostik werden getrennte Behandlungsoptionen für Kinder und Jugendliche einerseits und Erwachsene andererseits aufgezeigt. Es finden sich Empfehlungen für ambulante, stationäre und teilstationäre Angebote. Neben Psycho- und Pharmakotherapie werden – dem jeweiligen Einzelfall angepasst – sog. adjuvante Verfahren im Rahmen eines „traumaspezifischen, multimodalen Behandlungsplan[s]“ empfohlen, wobei Ergotherapie, Kunsttherapie, Musiktherapie, Körper- und Bewegungstherapie oder Physiotherapie explizit genannt werden. Allerdings sollen Psychopharmaka „weder als alleinige noch als primäre Therapie“ eingesetzt werden. Warnend wird ergänzt: „Potenziell gefährdende Symptome und Verhaltensweisen (z.B. Suizidalität, psychotische Symptome, dissoziative Symptome, Selbstverletzung, Fremdaggression, Substanzkonsum), die zu schwerwiegenden Störungen der Verhaltenskontrolle führen, stellen eine relative Kontraindikation für ein traumafokussiertes Vorgehen dar.“
Seit 1997 gibt es in Deutschland als Dachverband zur Unterstützung regionaler Initiativen die Bundesweite Arbeitsgemeinschaft der psychosozialen Zentren für Flüchtlinge und Folteropfer (BAfF). Angeschlossen sind „47 psychosoziale Behandlungszentren, Initiativen und Einrichtungen für die medizinische, psychotherapeutische und psychosoziale Versorgung und Rehabilitation von Opfern von Folter und anderen schweren Menschenrechtsverletzungen“.

### Risiken für Ersthelfer und Traumatherapeuten
Um den Risiken einer Traumatisierung von Ersthelfern und Einsatzkräften bei Katastrophen zu begegnen, wurden verschiedene Konzepte und Gesprächstechniken entwickelt. Sie werden beispielsweise als Stressbearbeitung nach belastenden Ereignissen zusammengefasst, als Einsatznachsorge oder psychosoziale Notfallversorgung bezeichnet.
Auch die Risiken von Traumatherapeuten stehen seit geraumer Zeit im Fokus. Norbert Gurris, auf die Therapie von Extremtraumatisierten und Folteropfern spezialisierter Psychotherapeut, Lehrbeauftragter der Katholischen Hochschule für Sozialwesen Berlin (KHSB) und Mitglied des wissenschaftlichen Beirats des Berliner Opferhilfevereins hat auf die Möglichkeit einer „stellvertretenden Traumatisierung“ von Therapeuten bei der Behandlung von „Folterüberlebenden“ aufmerksam gemacht und insbesondere auf die „gesundheitlichen Gefahren für Therapeuten in der spezifischen Arbeit mit asylsuchenden Folterüberlebenden“ hingewiesen. Sie werden gemeinhin unter dem Begriff der indirekten Traumatisierung gefasst. Darüber gebe es noch wenig Veröffentlichungen. In seinem Aufsatz versuche er, „Hypothesenbildung und Forschung in Bezug auf diese vulnerable Gruppe von Therapeuten anzuregen“ und „die dynamische Interaktion von Stressoren in dieser Arbeit“ zu reflektieren. Er beschreibt die Behandlungsstrukturen bei niedergelassenen Therapeuten und in Beratungs- und Therapiezentren, benennt die behandlungsimmanenten und externalen Stress verursachenden Faktoren und zeigt die damit verbundenen Folgen für die Therapeuten auf. Seine Mitteilungen seien „überwiegend erfahrungsbegründet und bedürfen wissenschaftlich fundierter Untersuchungen“.
Unter dem Titel Sekundäre Traumatisierung. Mythos oder Realität? setzt sich Marion Sonnenmoser im Ärzteblatt mit dem Konzept einer sekundären Traumatisierung als Risiko des Psychotherapeutenberufs auseinander, das „empirisch allerdings noch nicht gesichert“ sei. Entsprechende Symptome könnten sich zwar herausbilden, wie eine Studie am Universitätsklinikum Hamburg-Eppendorf zeigte, auch eine Meta-Studie an der Universität Konstanz zeige einen „moderaten Zusammenhang zwischen einer Traumaexposition von Therapeuten durch traumatherapeutische Arbeit und PTBS-Symptomen“, doch ergäben die Befunde insgesamt „ein widersprüchliches Bild“. Auch könne es sich um ein Forschungsartefakt handeln, da nicht untersucht wurde, ob die befragten Therapeuten zuvor selbst traumatisiert wurden. Einig sei man sich, dass diese Arbeit „belastend“ sein und prinzipiell zu einem „dysfunktionalen Umgang mit den Traumata der Patienten“ führen könne, insbesondere bei „Therapeuten mit wenig Berufserfahrung“.
Fischer und Riedesser mahnen in ihrem Lehrbuch der Psychotraumatologie: „Wer sich mit psychischer Traumatisierung beschäftigt, wird zwangsläufig mit eventuell vorhandenen eigenen Traumen konfrontiert.“ Deshalb sollten „Traumatherapeuten, Traumahelfer und auch Traumaforscher sich mit der eigenen ‚trauma-history‘ auseinander setzen“.

### Transgenerationale Traumaweitergabe
Die Wissenschaftlichen Dienste des Deutschen Bundestages legten durch ihren Fachbereich Geschichte, Zeitgeschichte und Politik im Oktober 2016 unter dem Titel Transgenerationale Traumatisierung ein Papier vor, in dem zur Frage der Weitergabe („Transmission“) extremer Traumatisierungen der Stand der wissenschaftlichen Publikationen zusammengetragen wurde. Die Übertragung erlittener Traumata auf nachfolgende Generationen sei „inzwischen als klinischer Befund anerkannt“.

„Extreme Traumatisierungen, wie sie die Überlebenden des Holocaust erfuhren, übersteigen die seelische Verarbeitungsfähigkeit der Traumatisierten und dringen auch in das Leben ihrer Kinder ein.“

Traumatisierte könnten „persönliche Verfolgungs-, Gewalt- und Vernichtungserfahrungen, den Verlust von Angehörigen, Besitz oder des sozialen und kulturellen Umfelds“ weder integrieren noch verarbeiten und deshalb würden sie sich „zwangsläufig auch auf deren Umgang mit den eigenen Kindern“ auswirken. Dies könne mindestens „Auswirkungen auf die Träume und Phantasien, das Selbstbild, das emotionale Erleben und unbewusste Agieren mehrerer Generationen von Nachkommen“ haben und schwäche sich ohne therapeutische Intervention „in der Generationenfolge nicht“ ab.
Im Zusammenhang mit den Überlebenden der Shoa (hebräisch הַשּׁוֹאָה) verknüpfte Ilse Grubrich-Simitis unter dem Titel Extremtraumatisierung als kumulatives Trauma den Begriff mit dem Überlebensschuld-Syndrom. „Extremtraumen, unter deren Druck jede psychische Struktur“ zerbreche, würden „mittels kumulativer Traumatisierung und überfordernder Delegationen“ an die Kinder der Opfer, die Grubrich-Simitis die „Entkommenen“ nennt, weitergegeben.

## Filmbeiträge
Unter der Regie von Andreas Senn und in Spielfilmlänge erschien im Jahr 2008 das Filmdrama Willkommen zu Hause, das im selben Jahr auf dem Filmfest München vorgestellt wurde. Am Beispiel eines einzelnen Schicksals setzt sich der Film mit den persönlichen und sozialen Folgen erlittener Extremtraumatisierung der aus dem deutschen ISAF-Einsatz im Afghanistankrieg heimkehrenden Bundeswehrsoldaten auseinander. Produziert wurde der Fernsehfilm vom SWR, erstmals im Fernsehen ausgestrahlt im Februar 2009 und im Jahr 2012 auf 3sat wiederholt. Gerald Eimer schrieb darüber in den Aachener Nachrichten unter dem Titel Traumatisierte Soldaten. Diese Verletzung lässt sich nicht verarzten. Die Bilder des Films hätten den „Fernsehzuschauern ein in Deutschland noch weitgehend tabuisiertes Thema vor Augen“ geführt. Doch „trotz aller Drastik“ sei „selbst dieser Fernsehbeitrag noch verharmlosend“, so die Überzeugung des Aachener Psychoanalytikers Thomas Auchter. Er störe sich insbesondere am Happy End des Films, das suggeriere, „dass sich die Verletzung behandeln lässt und alles wieder gut ist“.
Demselben Thema widmete sich der ebenfalls 2008 veröffentlichte Film Nacht vor Augen unter der Regie von Brigitte Maria Bertele. Das Drehbuch schrieb Johanna Stuttmann. Premiere hatte der mehrfach preisgekrönte Film auf der Berlinale, u. a. erhielt er 2008 den Preis der deutschen Filmkritik als bestes Spielfilmdebüt. Kritisiert wurde die Darstellung der Bundeswehr. Der Film erzählt die fiktive Geschichte eines 25-jährigen Zeitsoldaten nach Rückkehr aus seinem Auslandseinsatz in Afghanistan, der sich lange weigert, angebotene Hilfe anzunehmen.
Im selben Zeitraum entstanden auch die Dokumentarfilme Taxi zur Hölle des Regisseurs Alex Gibney und Standard Operating Procedure von Errol Morris, die sich dem Thema Folter widmen.
The Wisdom of Trauma (deutsch: Der weise Schmerz der Seele) ist ein Dokumentarfilm in Spielfilmlänge, der im Juni 2021 unter der Regie von Zaya und Maurizio Benazzo online seine Premiere hatte. Der Film stellt den in Ungarn geborenen und in Kanada lebenden den Arzt Gabor Maté, dessen jüdische Familie nur knapp der Deportation unter der deutschen Besatzung entkam, ins Zentrum.

„Trauma ist nicht das, was mit dir passiert. Trauma ist das, was in dir passiert, als Folge dessen, was dir passiert.“

Anlässlich der Präsentation des Films, die begleitet wurde von Gesprächen mit Traumaexperten wie Peter Levine (Psychotraumatologe), Esther Perel (Psychotherapeutin), Stephen Porges (Gründungsdirektor des Traumatic Stress Research Consortiums) und Resmaa Menakem (Traumatherapeut), geht Maté der Frage nach, „warum so viele Menschen unserer westlichen Gesellschaft mit psychischen Erkrankungen zu kämpfen haben“ und wie der „Zusammenhang zwischen Krankheit, Sucht, Trauma und Gesellschaft“ zu verstehen sei. Der Film wurde in der Absicht produziert, zu einer über Traumata und ihre Folgen gut informierten Gesellschaft beizutragen, um Achtsamkeit auf den Weg zu bringen. Die Website zum Film stellt Material für Betroffene und Helfer verschiedener Disziplinen zur Verfügung.